# Orectogyrus coerulescens
Orectogyrus coerulescens is een keversoort uit de familie van schrijvertjes (Gyrinidae). De wetenschappelijke naam van de soort is voor het eerst geldig gepubliceerd in 1836 door Dejean.